# Maggie a un plan
Pour plus de détails, voir Fiche technique et Distribution.
Maggie a un plan est une comédie américaine réalisée par Rebecca Miller, sortie en 2015.

## Synopsis
Maggie, éternelle célibataire, a bien l’intention de faire un bébé toute seule, mais rencontre John, professeur d'anthropologie et écrivain, dont elle tombe rapidement amoureuse. John, lui, n’est guère heureux en mariage avec la tumultueuse Georgette, qui ne vit que pour sa carrière. Il la quitte donc pour Maggie et font un bébé ensemble. Mais après quelques années de vie commune, Maggie n'est plus amoureuse. Puis, lui vient un plan : jeter à nouveau John dans les bras de Georgette…

## Fiche technique
- Titre : Maggie a un plan
- Titre original : Maggie's Plan
- Réalisation : Rebecca Miller
- Scénario : Rebecca Miller, d'après le roman de Karen Rinaldi
- Musique : Michael Rohatyn
- Montage : Sabine Hoffmann
- Photographie : Sam Levy
- Décors : Kendall Anderson et Alexandra Schaller
- Costumes : Maglosia Turzanska
- Producteur : Rachael Horovitz, Damon Cardasis et Rebecca Miller
  - Producteur délégué : Lucy Barzun Donnelly, Alexandra Kerry, Michael Mailis, Temple Williams, Phil Stephenson et Susan Wrubel
  - Coproducteur : Jonathan Shoemaker
  - Producteur associé : Saraleah Cogan
- Production : Hall Monitor, Locomotive, Rachael Horowitz Productions et Round Films
- Distribution : Sony Pictures Classics et Diaphana Distribution
- Pays d'origine :  États-Unis
- Durée : 98 minutes
- Genre : Comédie
- Dates de sortie :
  -  Canada : 12 septembre 2015
  -  France : 27 avril 2016
  -  États-Unis : 20 mai 2016
  -  Suisse : 1er juin 2016

## Distribution
- Greta Gerwig (VFB : Annaïg Bouguet): Maggie
- Ethan Hawke (VFB : Camille Pistone)[1] : John
- Julianne Moore (VFB : Myriem Akheddiou) : Georgette
- Bill Hader (VFB : Tony Beck) : Tony
- Jackson Frazer : Paul
- Travis Fimmel (VFB : Steve Driesen) : Guy Childers
- Fredi Walker : Beverly
- Maya Rudolph (VFB : Célia Torrens) : Felicia
- Wallace Shawn (VFB : Jean-Paul Landresse) : Kliegler

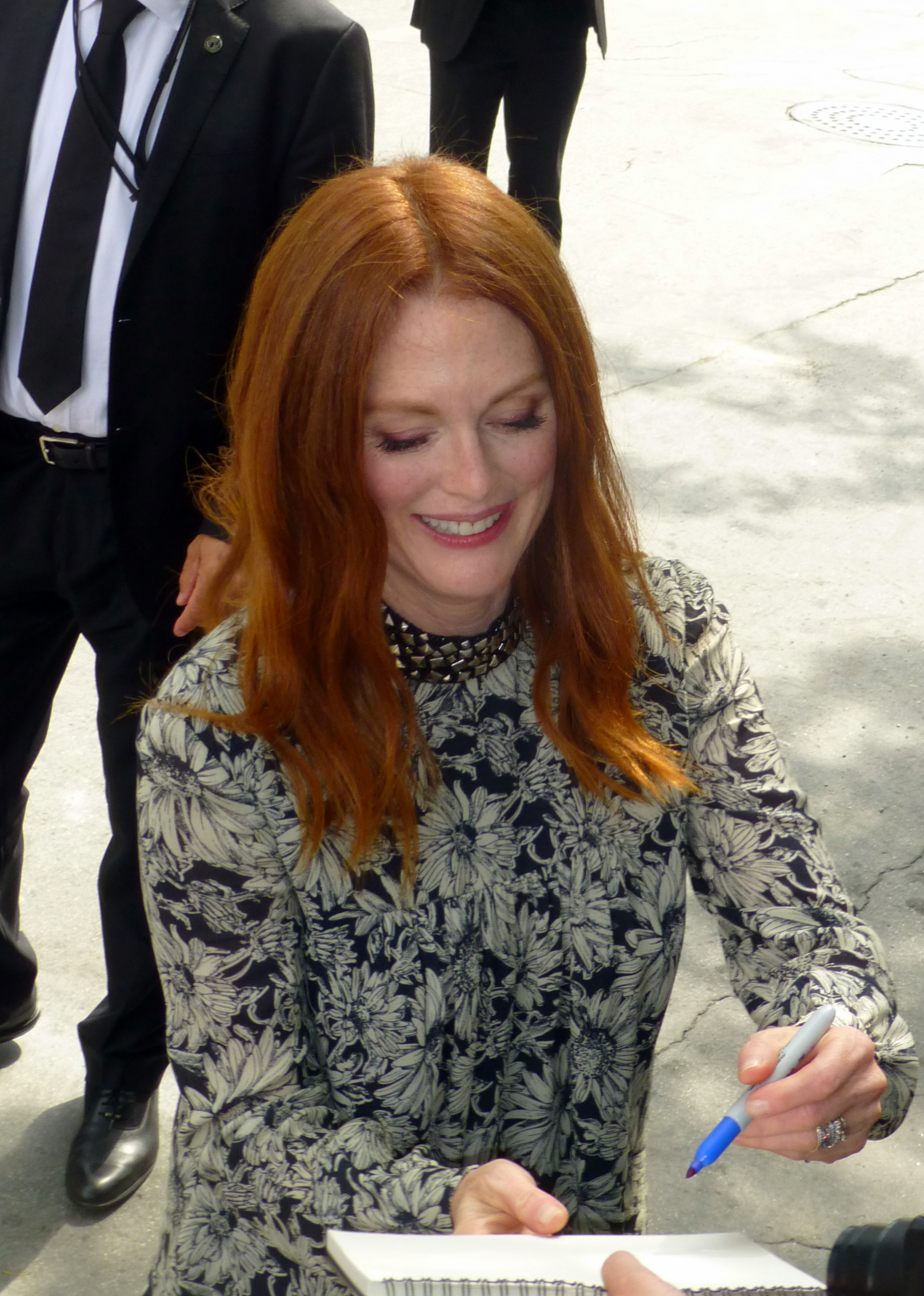
L'actrice Julianne Moore pour la présentation du film au TIFF 2015.

- Kathleen Hanna : une chanteuse québécoise
- Ida Rohatyn : Lily
- Alex Morf : Al Bentwaithe
- Mina Sundwall (VFB : Aaricia Dubois) : Justine
- Fredi Walker-Brone : Beverly
- Monte Greene : Max

Version française
- Société de doublage : Hiventy
- Direction artistique : Nathalie Stas
- Adaptation : Françoise Ménébrode
- Mixage : Jean-Louis Viroux et Nicolas Dennefeld

Source et légende : Version française (VF) sur carton du doublage français